# Gmina Nadarzyn
Gmina Nadarzyn (do roku 1952 gmina Młochów) je vesnická gmina v Mazovském vojvodství, v okrese Pruszków. V letech 1975-1998 byla gmina umístěna ve Varšavském vojvodství.
Sídlem gminy je Nadarzyn.
Podle informací z 30. června 2004 v gmině žije 10046 osob.

## Struktura území
Gmina Nadarzyn se rozprostírá na území velikosti 73,4 km², z toho:
- využití zemědělské: 60 %
- využití lesního hospodářství: 18 %

Zemědělské využití převažuje v jižní části gminy. Většina gminských půd patří do střední až slabé jakosti orných půd. Většina zemědělských hospodářství jsou drobná hospodářství (od 1 do 5 ha).
Největším lesním celkem gminy jsou Młochovské lesy, které se rozprostírají na jihozápadě gminy. Na jejich území byly vytvořeny dvě přírodní rezervace: přírodní rezervace Młochowský luh (12 ha) a Młochowská dubohabřina (27 ha).
Gmina představuje 29,8% povrchu okresu.

## Demografie
Data z 30. června 2004:
| Opis                            | Celkem | Celkem | Ženy | Ženy | Muži | Muži |
| ------------------------------- | ------ | ------ | ---- | ---- | ---- | ---- |
| jednotka                        | osob   | %      | osob | %    | osob | %    |
| populace                        | 10 046 | 100    | 5206 | 51,8 | 4840 | 48,2 |
| hustota osídlení (obyvatel/km²) | 139,9  | 139,9  | 70,9 | 70,9 | 65,9 | 65,9 |

Podle dat z roku 2002 činí průměrný plat obyvatele 2526,78 zł.

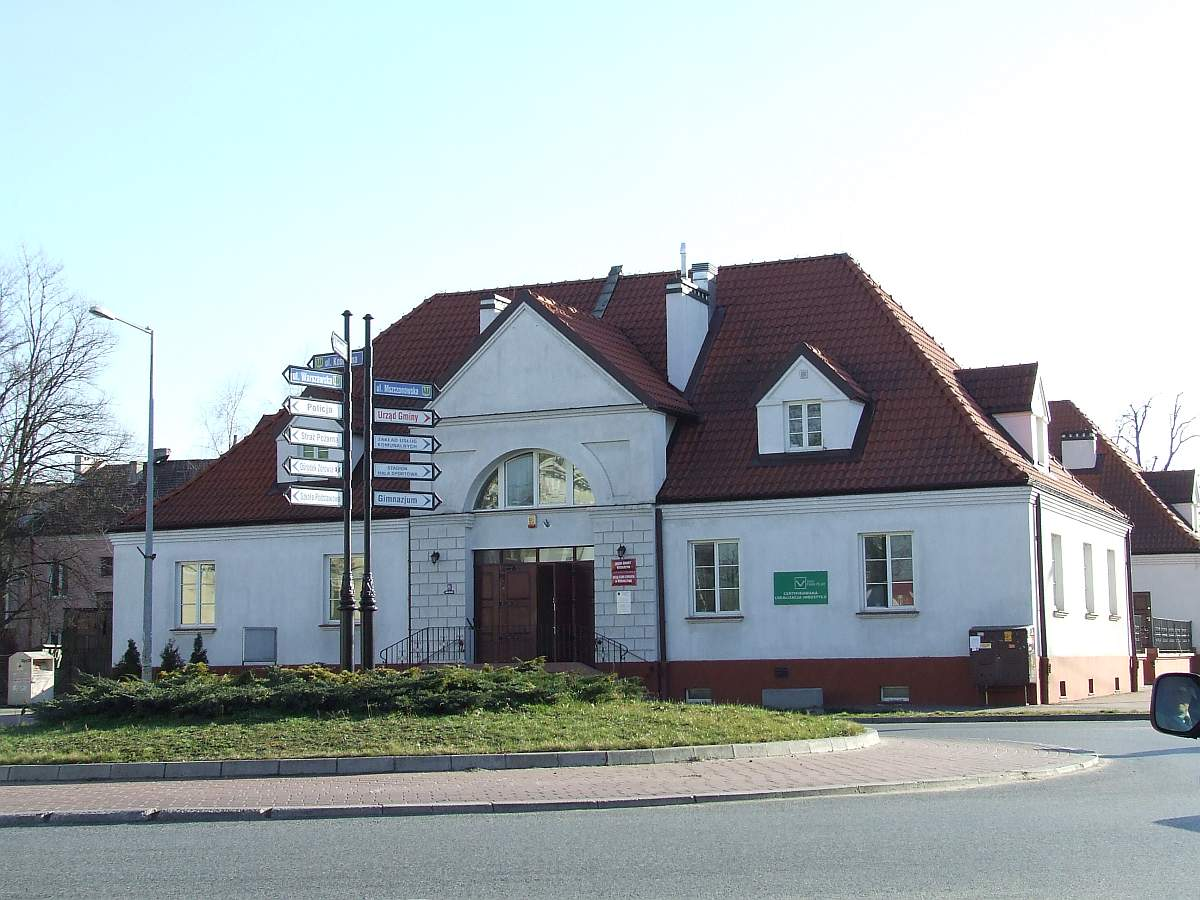
Úřad gminy Nadarzyn

## Infrastruktura
Územím gminy Nadarzyn vede státní silnice č.8, vojvodská silnice č. 720 a vojvodská silnice č. 721 spolu s 43 km okresních silnic a 161 km gminských silnic. Na území všech starostenstv je vodovodní i plynová síť. Na území gminy je 5 čistíren odpadních vod.

## Turistické atrakce
- přírodní rezervace Młochowský luh
- přírodní rezervace Młochowská dubohabřina
- Kostel sv. Klemense v Nadarzyně
- Zámeček v Młochowě z počátku 19. století
- Zámeček v Rozalině

## Starostenstva
Do gminy Nadarzyn náleží 15 starostenství :
- Kajetany
- Krakowiany
- Młochów
- Bieliny
- Żabieniec
- Nadarzyn I
- Nadarzyn II
- Parole (Mazovské vojvodství)
- Rozalin
- Rusiec
- Stara Wieś
- Strzeniówka
- Szamoty
- Urzut
- Kostowiec
- Walendów
- Wola Krakowiańska
- Wolica

## Sousední gminy
Brwinów, Grodzisk Mazowiecki, Lesznowola, Michałowice, Raszyn, Tarczyn, Żabia Wola